# Marie Musaeus Higgins
Marie Musaeus Higgins, auch Musaeus-Higgins, geb. Mussaeus, genannt Sudu Amma (* 19. Mai 1855 in Neustadt in Mecklenburg; † 10. Juli 1926 in Colombo, Sri Lanka) war eine deutsch-amerikanische Theosophin, Pädagogin und Gründerin des Musaeus College in Colombo.

## Leben
Marie Mussaeus stammte aus einer mecklenburgischen Familie von Juristen und Pastoren und war die Tochter des Richters Theodor Mussaeus. Sie wuchs in Wismar auf, und zu Beginn der 1880er Jahre folgte sie ihrem Bruder Friedrich (* 27. September 1850; † 3. Januar 1890) in die Vereinigten Staaten. Sie fand Arbeit als Übersetzerin für United States Postal Service in Washington, D.C. Hier lernte sie den Ingenieur Anthony Higgins kennen und heiratete ihn. Wie Higgins wurde Marie eine begeisterte Anhängerin von Madame Blavatsky. Sie gründeten die Blavatsky Theosophical Society in Washington, die erste Theosophische Gesellschaft außerhalb von New York City. Am 11. Januar 1891 starb Anthony Higgins nach langer Krankheit im Alter von 54 Jahren.
Einem Aufruf des ceylonesischen Unternehmers und Mäzens Peter de Abrew (1862–1940) im theosophischen Magazin The Path folgend, der eine Leiterin für eine buddhistische Mädchenschule suchte, und mit Unterstützung von Henry Steel Olcott, reiste Marie Higgins im 1891 über Bremen mit dem Reichspostdampfer Preussen des Norddeutschen Lloyds nach Colombo, wo sie am 15. November eintraf. Im Dezember 1891 konnte sie an der 16. Jahresversammlung der Theosophischen Gesellschaft in Adyar teilnehmen. 1893 übernahm sie als Gründungsdirektorin das Musaeus College, eine Schule für Mädchen, die sie bis zu ihrem Tode leitete. Die Schule gab erstmals Singhalesischen Mädchen die Möglichkeit einer höheren Schulbildung in englischer Sprache in einer buddhistischen Atmosphäre.
1904 besuchte sie Deutschland, um an einer theosophischen Konferenz in Berlin teilzunehmen und ihre Heimatstadt Wismar wiederzusehen.

## Werke
- Stories from the History of Ceylon. Colombo 1910

Deutsch: Sagen und Geschichten aus Indien und Ceylon für Jung und Alt. Autorisierte Übertragung ins Deutsche von I. Barell. 2 Bände, Basel: Schweiz-Verlags-Druckerei G. Böhm 1912/13
- Jātaka māla: or, A Garland of Birth Stories. Colombo 1914
- The Ramayana: A Historical Play of Jambudwipa and Lanka. Colombo 1924
- Leela's Dreams: A Fairy Story for Children. Colombo 1925